# Gunter Demnig
Gunter Demnig, né le 27 octobre 1947 à Berlin (Allemagne), est un artiste allemand.
Il s'est fait connaître pour les pierres d'achoppement (Stolpersteine) qu'il pose depuis 1992 en mémoire des victimes du régime nazi.

## Pierres du souvenir

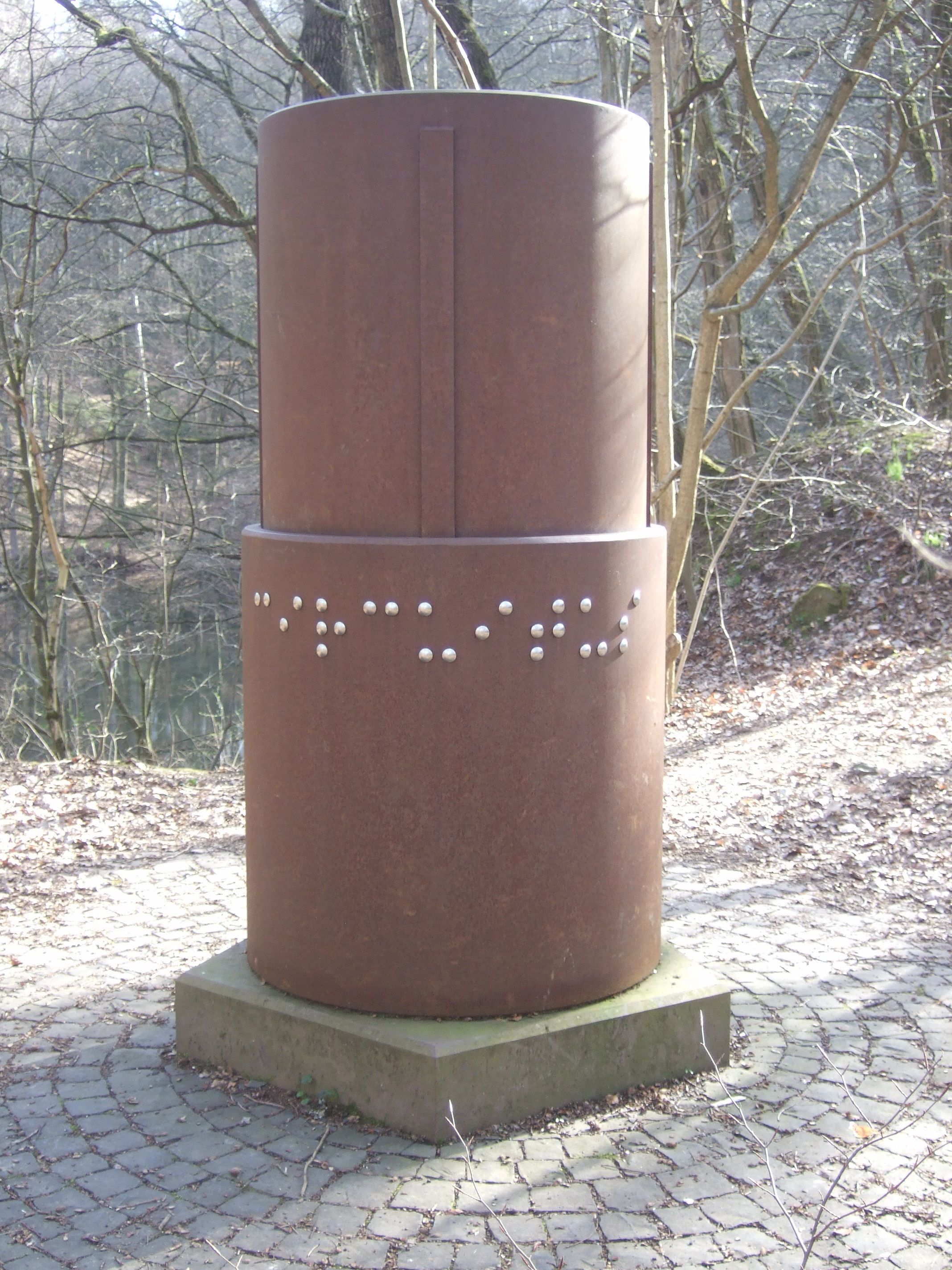
Monument funéraire de Gunter Demnig à la de.

Le projet Stolpersteine, basé sur les pierres d'achoppement, est destiné à promouvoir la mémoire des victimes du nazisme. Les pierres commémoratives, qui mesurent 10 × 10 × 10 cm, ont une surface argentée en acier inoxydable. La première Stolperstein est posée en 1997 dans le quartier Kreuzberg de Berlin, sans autorisation. La pose ne sera légalisée que plus tard. 

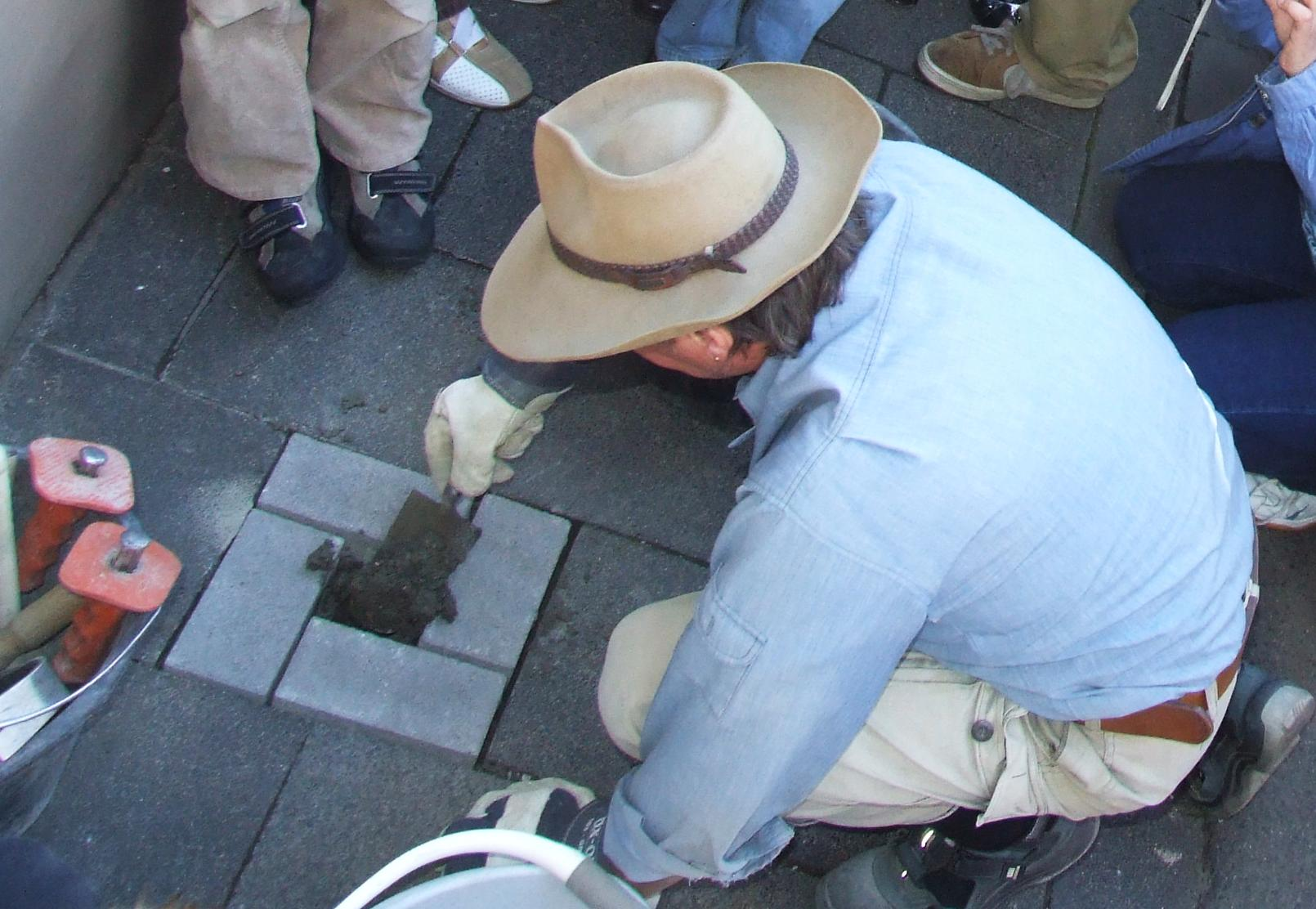
Demnig posant une Stolpersteine en mai 2007.
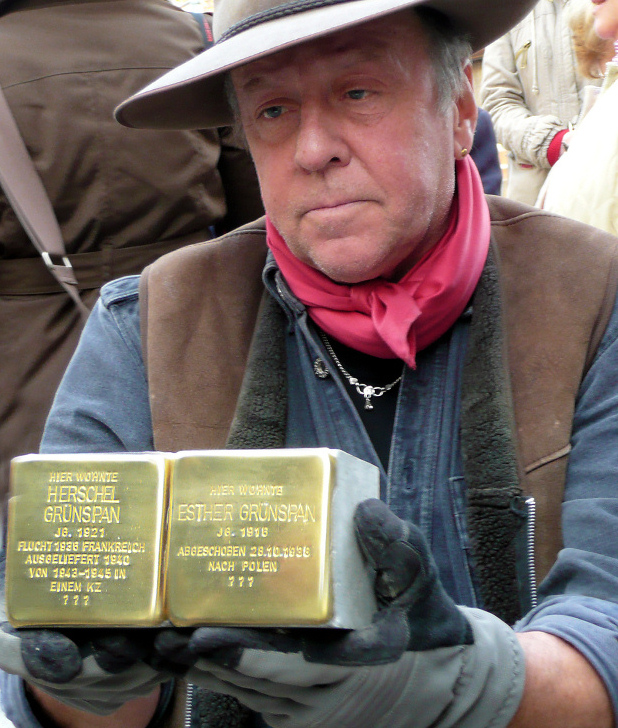
Pose des pierres d'achoppement pour Esther et Herschel Grünspan à Hanovre.
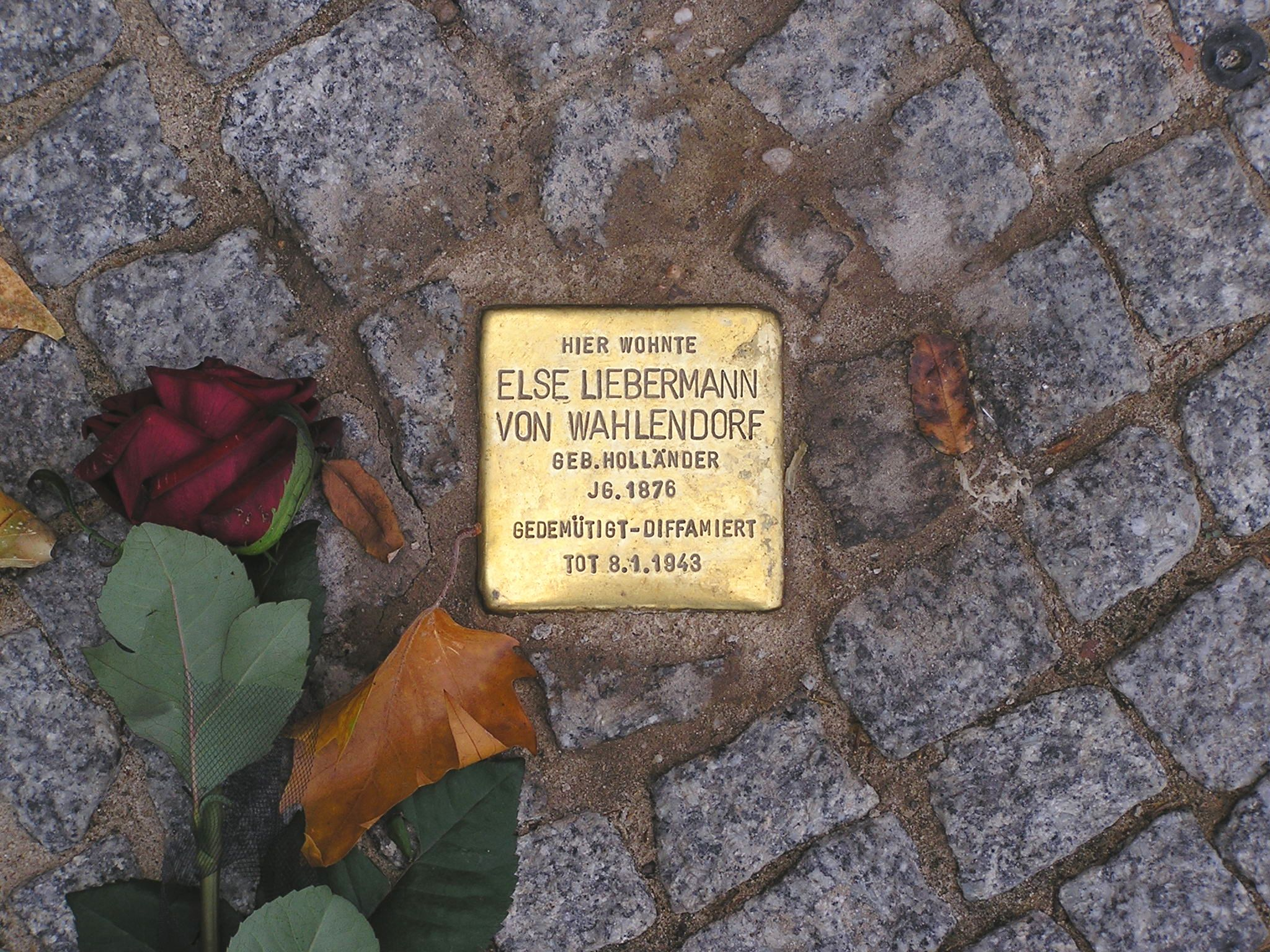
Stolpersteine après sa pose.
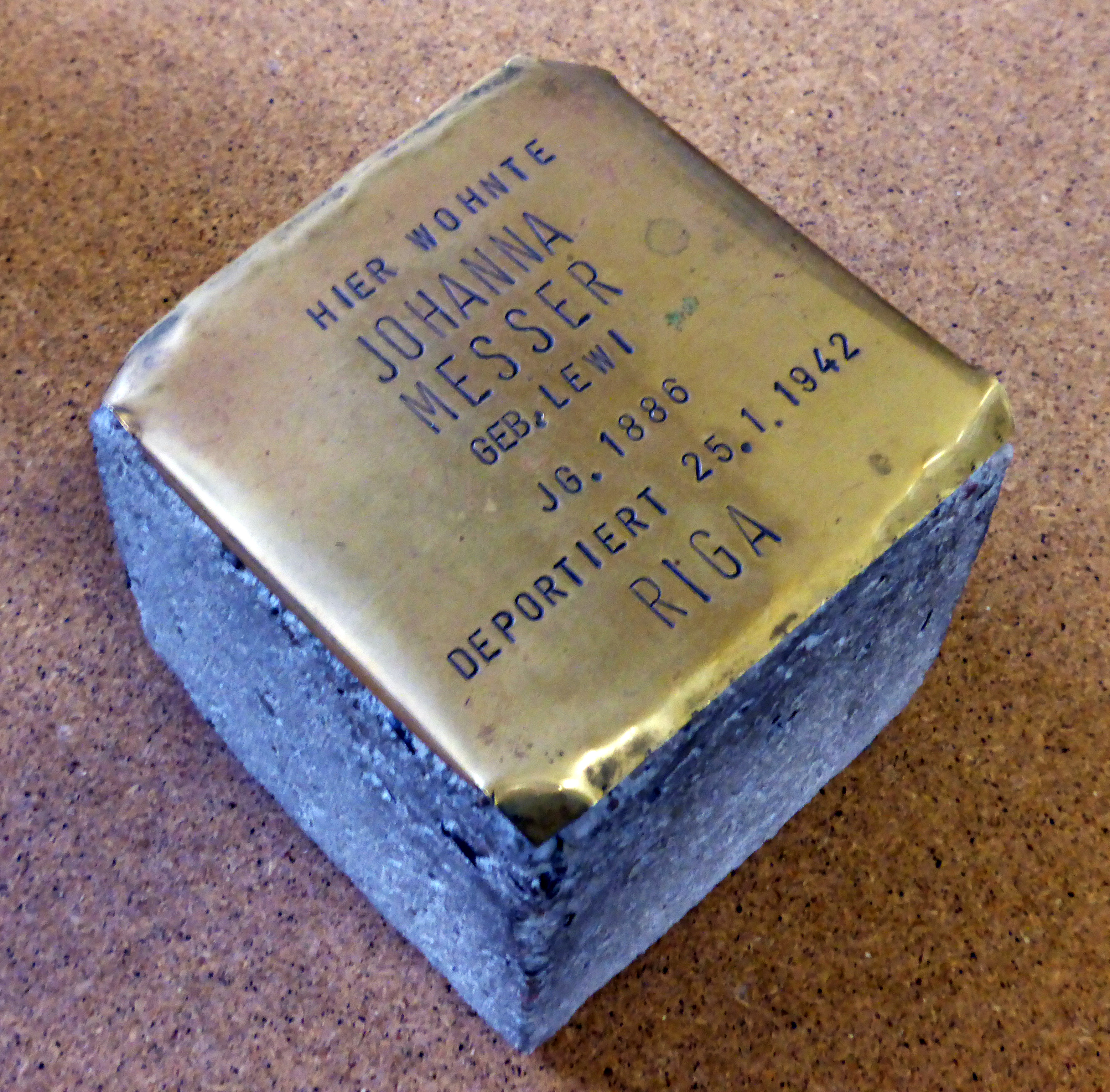
Stolpersteine, pièce d'exposition.

## Sépulture
En tant qu'artiste participant à une documenta, Gunter Demnig a choisi de se faire enterrer à la Künstler-Nekropole à Cassel.

## Prix

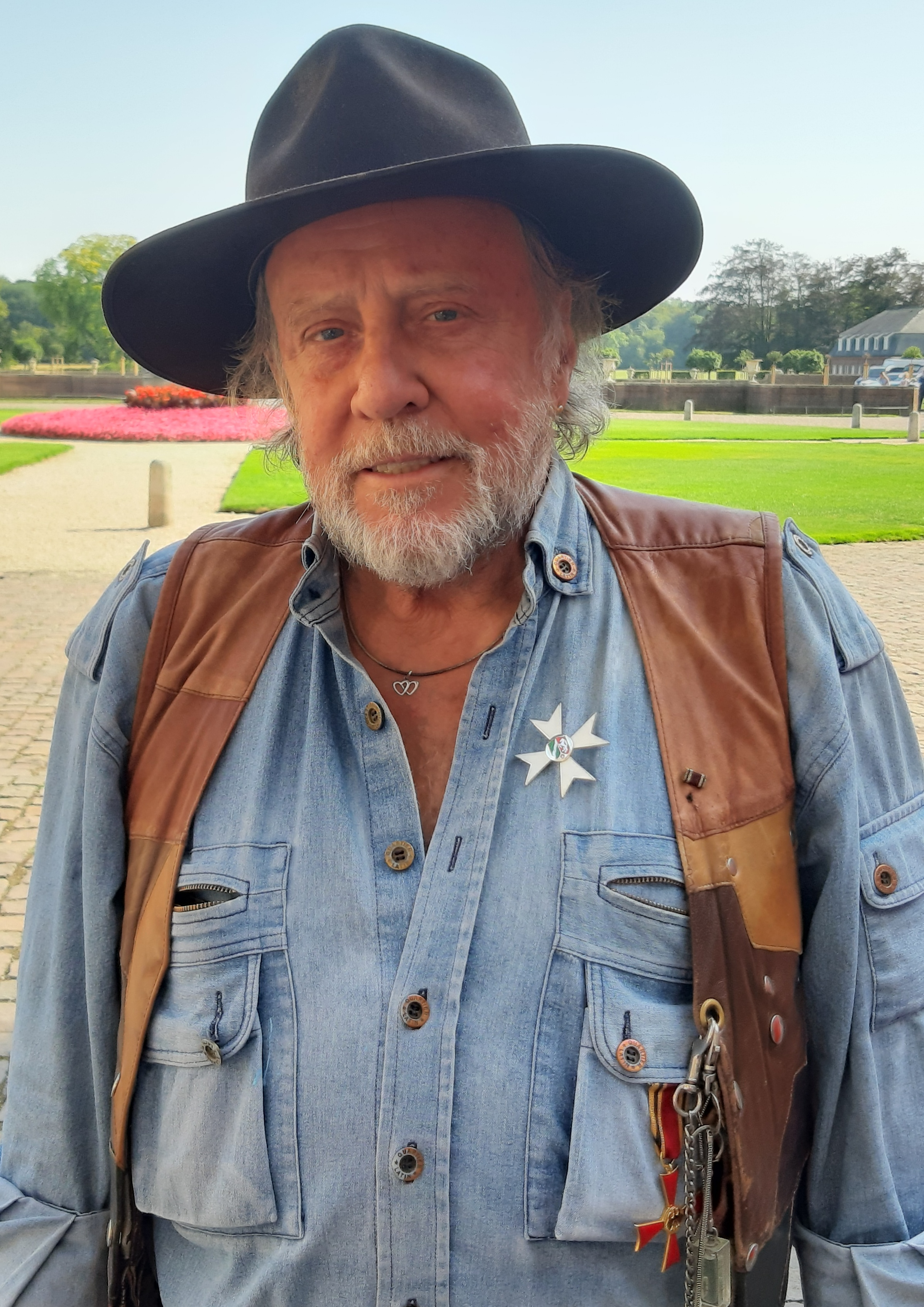
Gunter Demnig (2019) avec l'ordre du mérite de l'État de Rhénanie du Nord-Westphalie et la Croix fédérale du mérite.

- 2004 : Prix Max Brauer de la fondation Alfred Toepfer, Hambourg
- 2004 : Médaille Herbert Wehner du syndicat ver.di
- 2005 : Obermayer German Jewish History Award à Berlin (décerné à l'occasion du 60e anniversaire de la libération du camp de concentration d'Auschwitz, appréciation de l'engagement des Allemands non juifs pour la préservation et la mémoire de l'histoire et de la vie juives en Allemagne)
- 2005 : Ordre du Mérite de la République fédérale d'Allemagne sur ruban (prix remis dans l'orangerie du château de Charlottenbourg, Berlin)
- 2005 : 24e Prix des médias pour les jeunes The Red Cloth (éloge par Walter Momper)
- 2005 : Médaille Alfred Toepfer
- 2006 : "Alternative Cologne Honorary Citizenship" (Demnig est le deuxième citoyen de Cologne à recevoir ce prix après le pasteur catholique Franz Meurer de Cologne-Vingst.)
- 2007 : Prix Giesberts Lewin de la Société de Cologne pour la coopération judéo-chrétienne
- 2008 : Prix Ambassadeur de la démocratie et de la tolérance (décerné par le ministre fédéral de l'Intérieur Wolfgang Schäuble et la ministre fédérale de la Justice Brigitte Zypries)
- 2009 : Prix Erich Mühsam de la société Erich Mühsam de Lübeck
- 2009 : Médaille Josef Neuberger de la communauté juive de Düsseldorf
- 2010 : Rhineland Taler de l' Association régionale de Rhénanie
- 2011 : Médaille Otto Hirsch de la ville de Stuttgart
- 2012 : Ordre du mérite de l'État de Bade-Wurtemberg
- 2012 : Prix Erich Kästner du Press Club Dresden
- 2012 : Prix promotionnel Marion Dönhoff pour ses Stolpersteine[1]
- 2013 : Prix Lothar Kreyssig pour la paix[2]
- 2014 : Ours de Berlin (BZ Culture Award)
- 2015 : Prix Eugen Kogon
- 2019 : Ordre du mérite du Land de Rhénanie du Nord-Westphalie[3]